# Poliposi adenomatosa familiare
Per  poliposi adenomatosa familiare  o FAP in campo medico, si intende una patologia che interessa nel contempo colon e retto e che è caratterizzata dalla comparsa di una moltitudine (centinaia o migliaia) di polipi.

## Eziologia
La FAP è una malattia autosomica dominante con penetranza completa. Esordisce in età infantile, benché la sua espressione si completi intorno al terzo decennio di età. Viene acquisita una mutazione in eterozigosi del gene codificante la proteina APC, che risiede nel braccio lungo del cromosoma 5. La malattia esordisce quando il gene sano dell'APC subisce una mutazione tale da non poter più supplire alla mancata funzionalità del prodotto proteico del gene ereditato (two-hit hypotesis). Tale condizione porta ad un'eccessiva proliferazione cellulare, con formazione di polipi peduncolati e sessili e all'acquisizione di ulteriori modificazioni geniche quali la mutazione dei geni p53 e p16.

## Diagnosi
Nel sospetto di una FAP:
- In passato: ricerca della ipertrofia congenita dell'epitelio retinico (sensibilità 90%) o degli osteomi (sensibilità 30-50%) nei familiari;
- attualmente: ricerca della mutazione del gene APC (sensibilità 85%; specificità 100%).

## Screening
Occorre sottoporsi a colonscopia ogni sei mesi a partire dai dieci anni di età o comunque all'insorgenza di sintomi tipici come stipsi, diarrea, rettorragia, dolori addominali.
Una forma particolare di poliposi familiare è denominata sindrome di Gardner, caratterizzata da ipertrofia congenita dell'epitelio retinico (CHRPE), osteomi (cranio, tibia, mandibola), denti soprannumerari o non erotti e tumori cutanei e dei tessuti molli. La malattia facilmente si modifica in una massa tumorale maligna. Un'altra forma associata è la sindrome di Turcot, caratterizzata da poliposi e neoplasie del sistema nervoso centrale, come glioblastomi e medulloblastomi.

## Sintomatologia
I sintomi possono non mostrarsi per molto tempo, si riscontrano rettorragia, mucorrea e defecazioni sporche di sangue.

## Terapia
- Numero di polipi = 10-100. Polipectomia endoscopica (infrequente);
- Numero di polipi >100 (retto non molto coinvolto). Colectomia subtotale con anastomosi ileo-retto e ripetere l'esame rettoscopico ogni 6 mesi);
- Numero di polipi >1000 (retto molto coinvolto). Asportare la mucosa rettale e ricostruire il transito con una proctocolectomia ed anastomosi ileo-anale con “reservoir”.

Prima del quarto decennio di età, nelle persone affette dalla poliposi familiare, si assiste frequentemente ad una sua trasformazione in evento maligno, per evitare tale trasformazione si provvede alla proctocolectomia totale.